# Martin Lee
Martin Lee (Londra, 13 gennaio 1978) è un ex tennista britannico.

## Carriera
In carriera ha raggiunto una finale nel singolare al Miller Lite Hall of Fame Championships nel 2001. Nei tornei del Grande Slam ha ottenuto il suo miglior risultato a Wimbledon raggiungendo il secondo turno nel singolare nel 1997, 2000, 2001 e 2006, e nel doppio nel 2003 e 2004.
In Coppa Davis ha giocato un totale di 3 partite, ottenendo 2 vittorie e una sconfitta.

## Statistiche

### Singolare

#### Finali perse (1)
| Numero | Anno           | Torneo                                          | Superficie | Avversario in finale | Punteggio |
| 1.     | 15 luglio 2001 | Miller Lite Hall of Fame Championships, Newport | Erba       | Neville Godwin       | 1-6, 4-6  |